# Aegiphila laevis
Espèce
Synonymes
selon tropicos :
- Aegiphila elata Sw.[1]
- Aegiphila lutea Lam.
- Manabea laevis Aubl. - Basionyme[2]

selon GBIF :
- Aegiphila lutea Lam.
- Aegiphila manabaea Sw.
- Aegiphila manabea Sw.
- Manabea laevis Aubl. - Basionyme[3]

Aegiphila laevis est une  espèce de plantes à fleurs de la famille des Lamiaceae (anciennement des Verbenaceae). C'est une liane arbustive néotropicale.
On l'appelle au Suriname manprasara.

## Description
Aegiphila laevis est une liane ou une arbuste, atteignant jusqu'à 4 m de haut.
Les branches sont sub-cylindrique, avec de l'indument comme sur les pétioles et les inflorescences sont pubescents.
Les pétiole sont longs de 5-10 mm.
Le limbe est brillant et subglabre, chartacé-coriace, de forme ovale-elliptique, à base arrondie ou largement cunéiforme, à marges entières, à apex acuminé, et mesurant 10-16 x 4-8 cm.
La nervure primaire et 7 à 8 paires de nervures secondaires sont prominentes sur les deux faces.
L'inflorescence est en panicule terminale à nombreuses fleurs, parfois aussi avec en cymes solitaires dans les axes supérieurs des feuilles, ou en panicule largement pyramidale, mesurant 6-8 x 7-10 cm à l'anthèse.
Les pédoncules mesurant 1,5-3 cm de long, sont parfois absent lorsque la ramification du panicule commence dans les axes foliaires supérieurs.
Les pédicelles sont longs de 1-4 mm, avec des bractées étroitement lancéolées ou linéaires, longues de 4-8 mm, rapidement caduques, et des bracteoles filiformes longues de 0,5-1 mm.
Le calice est de couleur verte, de forme campanulé-cyathiforme, long de 2-4 mm, pubescent peu dense à l'extérieur, glabre à l'intérieur, à bord entier avec 4 pointes poilues ou légèrement quadrilobé, et les lobes du calice atteignant jusqu'à 1 mm de long.
La corolle est de couleur crème ou jaune, peu pubescente ou glabre, pubescente à l'intérieur autour de l'insertion des étamines, infundibuliforme à hypocrateriforme, longue de 8-10 mm, avec 4 lobes obtus, de forme oblongue-elliptique, longue de 2-3 mm.
On compte 4 étamines, glabres sauf la partie basale qui est pubescente, insérées 3-4 mm au-dessus de la base du tube de la corolle, avec des filets longs de 10 mm chez les fleurs à style court (1 mm chez les fleurs à style long).
Les anthères sont longues de 1 mm.
L'ovaire est glabre, de forme subglobuleux, long de 1 mm, avec le style glabre, long de 4-8 mm y compris la bifurcation longue de 2-3 mm chez les fleurs à style court (les fleurs à style long ont un style de 15 mm de long y compris la bifurcation de 7 de long).
Lors de la fructification, le calice est cupuliforme, long de 6-8 mm pour 10 mm de diamètre.
Le fruit est de couleur jaune, terne, de forme oblongue-ellipsoïde, long de 10-12 mm pour 6-8 mm de diamètre.

## Répartition
On rencontre Aegiphila laevis de la Colombie, au Brésil (Amapá, Bahia, Mato Grosso) en passant par le Venezuela et les Guyanes.

## Écologie
Aegiphila laevis pousse dans les végétations secondaires et les lisières de forêts, jusqu'à 450 m d'altitude.
Dans les Guyanes, elle fleurit de décembre à mars, et fructifie de mars à juin.
Les fleurs sont hétérostylées.
Aegiphila laevis est une liane agrippant la végétation par enroulement de la tige principale.

## Protologue

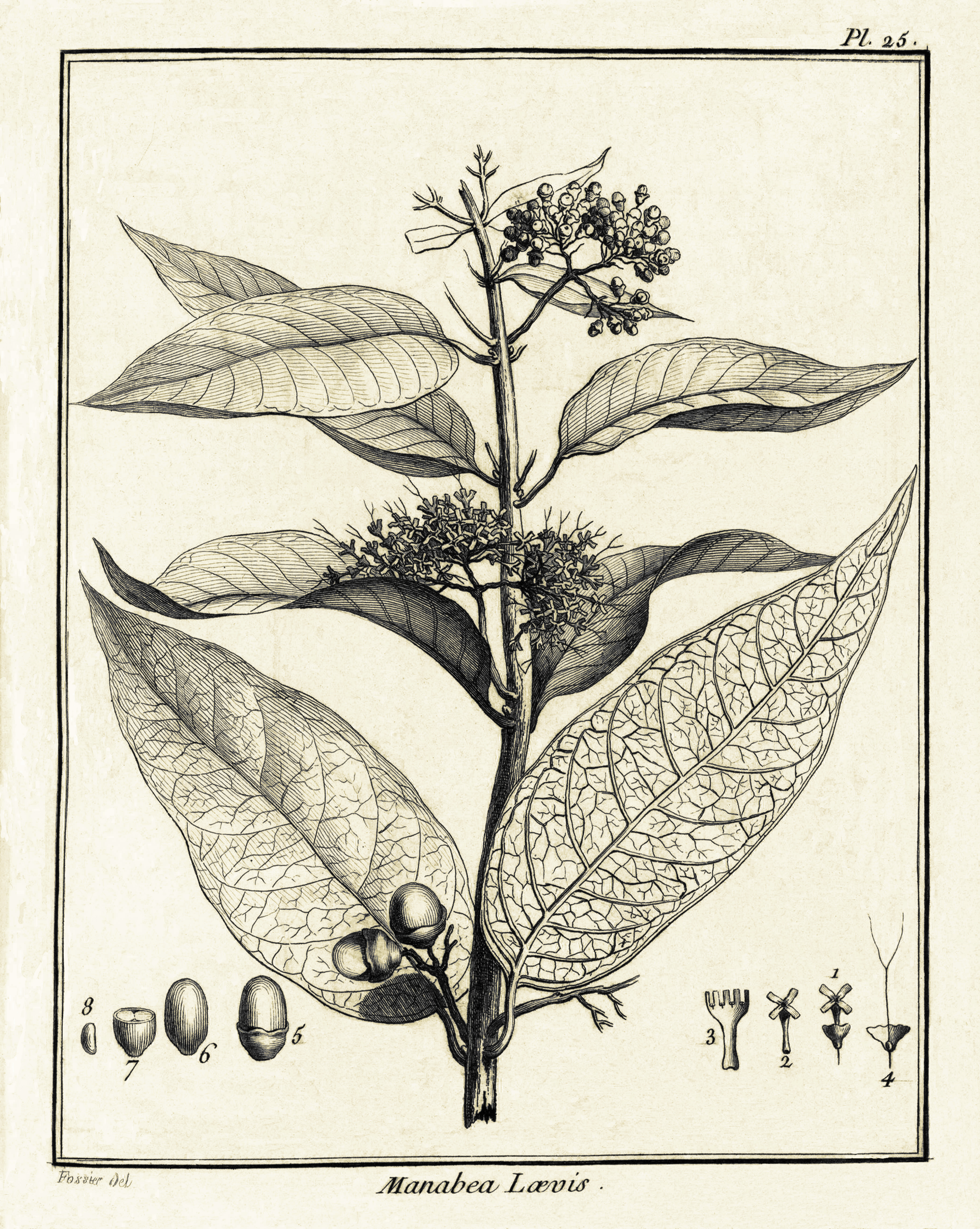
Manabea laeve (=Aegiphila laevis) par Aublet (1775) :
Planche 25. La baie & les fleurs ſont représentées de grandeur naturelle.
1. Fleur. - 2. Corolle. - 3. Corolle ouverte. Étamines. - 4. Calice ouvert. Ovaire. Style. Stigmate. - 5. Capſule enveloppée du calice. - 6. Capſule. - 7. Capſule coupée en travers. - 8. Semence.

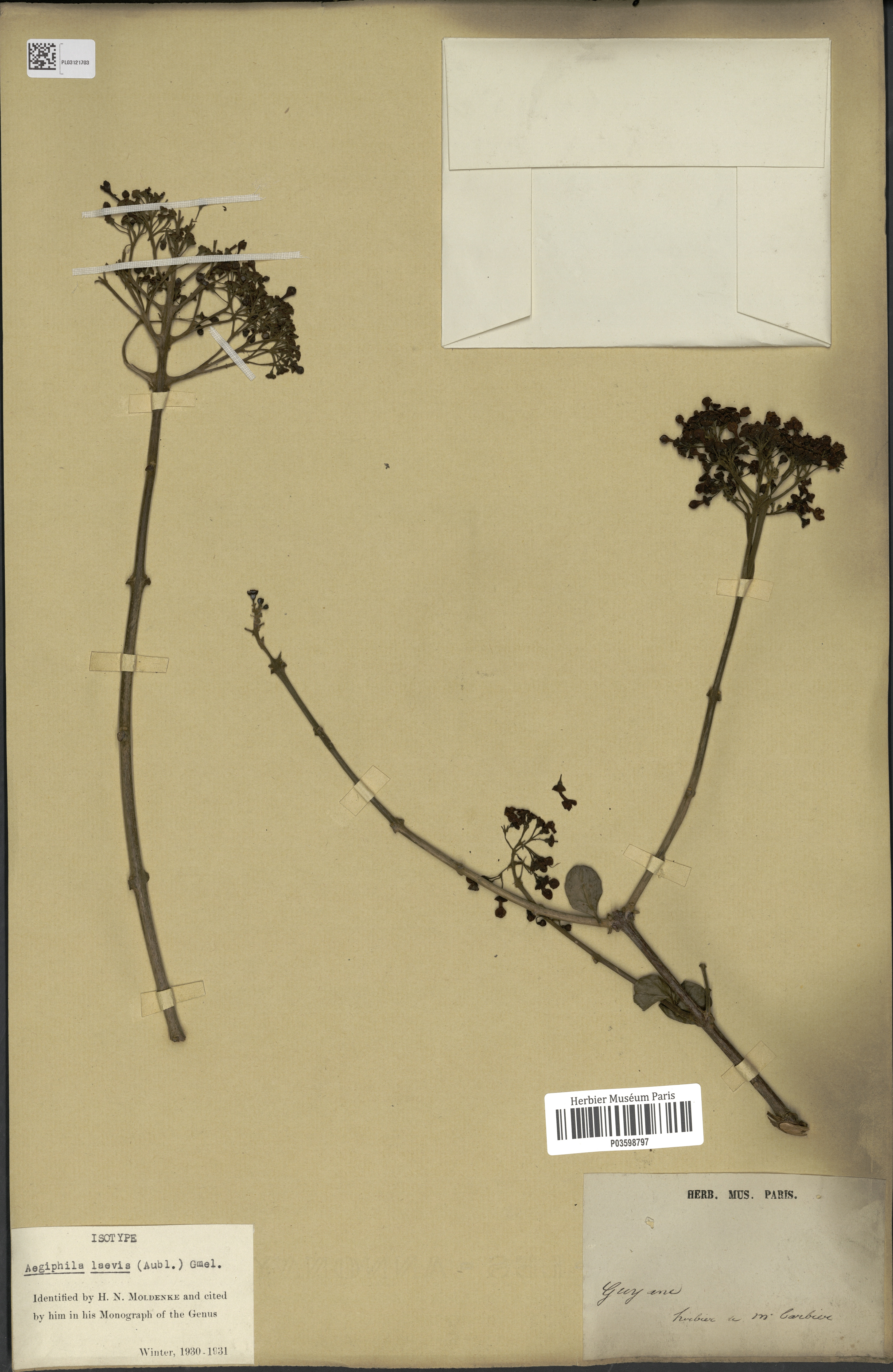
échantillon type de Manabea laeve Aubl. (=Aegiphila laevis) collecté par Aublet en Guyane.

En 1775, le botaniste Aublet en a décrit pour la première fois Aegiphila laevis sous le nom de Manabea laeve et en a proposé le protologue suivant :
« 3. MANABEA (laevis) foliis oblongo-ovatis, acuminatis (Tabula 25.)
Frutex octo-pedalis, caules plures, rectos, tetragonos, ramoſos, è radice emittens. Folia oppoſia, ovato-oblonga, acuminata. Flores ſubaxillares, corymboſi, corymbis oppoſitis pedicellis iingulis tripartitis. Bractæ gcminæ ad baſim ſingulorum ramorum. Flores in capitulum collecti.
Perianthium monophyllum, campaniforme, limbo ſinuato.
Corolla flava, lobis obtuſis.
Pericarpium ; bacca ovata, baſi calice obvoluta, bilocularis.
Semina bina in quolibet loculo ; quandoquè unum, duo aut tria abortiuntur.
Florebat, fructumque ferebat Maïo.
Nomen caribæum 'MANABO'.
Habitat in ſylvis prope Courou, decem miliiaribus a littore maris. 
LE MANABO à feuille liſſe. (Planche 25.)
La racine de cet arbrisseau pouſſe un grand nombre de tiges à quatre angles obtus. Celles-ci s'élèvent à ſept ou huit pieds, extérieurement elles ſont vertes, & contiennent dans leur intérieur une moelle blanche, renfermée dans un cylindre ligneux. Elles ſont garnies de feuilles oppoſées, & diſpoſées en croix. Ces feuilles ſont liſſes, fermés, oblongues, entières, ondées, & terminées par une longue pointe. Leur pédicule eſt gros, & courbé à ſa naiſſance : il eſt convexe en deſſous, & creuſé en goutiere en deſſus. Les plus grandes feuilles ont ſix pouces & demi de longueur ſur deux de largeur.
Un peu au deſſus de l'aiſſelle de chaque feuille, s'élève un pédoncule qui ſe partage en trois petites branches chargées d'un bouquet de fleurs- chaque branche porte à ſa baſe deux très petites écailles oppoſées. Le calice de la fleur eſt verdâtre, d'une feule pièce, en forme de coupe dont le bord eſt évaſé & ſinué.
La corolle eſt monopétale. C'eſt un tube qui déborde le calice. Il s'évaſe à ſon ſommet, & ſe partage en quatre lobes obtus. Il eſt attaché au deſſous de l'ovaire. Sa couleur eſt un jaune doré.
Les étamines ſont au nombre de quatre, placées au deſſous de chaque diviſion de la corolle à l'entrée du tube ; elles en cachent l'orifice. Leurs filets ſont très courts. Les anthères ſont à deux bourſes rouſſâtres.
Le pistil eſt un ovaire preſque ſphérique. Il eſt ſurmonté d'un long style qui ſe diviſe en deux branches, terminées par un stigmate obtus.
L'ovaire devient une baie ovoïde, jaune, emboëtée à moitié dans le calice. Elle eſt à deux loges, qui contiennent chacune deux semences ; mais il arrive très ſouvent qu'il en avorte deux, & quelquefois il n'y a qu'une ſeule loge, qui contient une ou deux ſemences.
Cet arbriſſeau eſt nommé MANABO par les Galibis.
Je l'ai trouvé auprès des habitations qu'ils ont établis ſur les bords de la rivière de Courou, à dix lieues de ſon embouchure.

II étoit en fleur & en fruit dans le mois de Mai. »
— Fusée-Aublet, 1775.